# Kernkraftwerk Sendai
Das Kernkraftwerk Sendai (jap. 川内原子力発電所, Sendai genshiryoku hatsudensho) ist bei der Stadt Satsumasendai in der japanischen Präfektur Kagoshima gelegen. Die Anlage ist 1,45 km² groß und liegt am Meer nahe der Mündung des Flusses Sendai. Sie gehört der Kyūshū Denryoku.
Das Kraftwerk besteht aus zwei Druckwasserreaktoren (DWR) von Mitsubishi. Nach Fukushima wurde es im Jahr 2015 als erstes Kernkraftwerk Japans wieder in Betrieb genommen. Seitdem produzieren beide Blöcke wieder Strom.

## Block 1
Block 1 verfügt über einen DWR mit einer Netto- bzw. Bruttoleistung von 846 bzw. 890 MWe; seine thermische Leistung liegt bei 2660 MWt.
Mit dem Bau von Block 1 wurde am 15. Dezember 1979 begonnen. Am 25. August 1983 erreichte der Reaktor erstmals die Kritikalität. Er wurde am 16. März 1983 mit dem Stromnetz verbunden und nahm am 4. Juli 1984 den kommerziellen Betrieb auf. Der Block 1 hat von 1983 bis Ende 2021 insgesamt 210,85 TWh Strom erzeugt. Er war nach Fukushima von 2011 bis 2015 heruntergefahren. Im Jahr 2017 erzielte er mit 8760 Betriebsstunden und einer Produktion von 8007,73 GWh sein bestes Ergebnis.
Der Betreiber Kyūshū Denryoku beantragte im Oktober 2022 für den Block 1 eine Laufzeitverlängerung um 20 Jahre. Die Laufzeitverlängerung von 40 auf 60 Jahre wurde von der jap. Atomaufsicht NRA Ende 2023 erteilt; damit kann der Block 1 bis Juli 2044 betrieben werden.

## Block 2
Block 2 verfügt über einen DWR mit einer Netto- bzw. Bruttoleistung von 846 bzw. 890 MWe; seine thermische Leistung liegt bei 2660 MWt.
Mit dem Bau von Block 2 wurde am 12. Oktober 1981 begonnen. Am 18. März 1985 erreichte der Reaktor erstmals die Kritikalität. Er wurde am 5. April 1985 mit dem Stromnetz verbunden und nahm am 28. November 1985 den kommerziellen Betrieb auf. Der Block 2 hat von 1983 bis Ende 2021 insgesamt 199,25 TWh Strom erzeugt. Er war von nach Fukushima 2011 bis 2015 heruntergefahren. Im Jahr 2021 erzielte er mit 8760 Betriebsstunden und einer Produktion von 8012,55 GWh sein bestes Ergebnis.
Der Betreiber Kyūshū Denryoku beantragte im Oktober 2022 für den Block 2 eine Laufzeitverlängerung um 20 Jahre. Die Laufzeitverlängerung von 40 auf 60 Jahre wurde von der jap. Atomaufsicht NRA Ende 2023 erteilt; damit kann der Block 2 bis November 2045 betrieben werden.

## Wiederinbetriebnahme
Nach der Nuklearkatastrophe von Fukushima im März 2011 waren beide Blöcke abgeschaltet und Sicherheitsprüfungen unterzogen worden. Im März 2014 bestand das Kraftwerk seine Prüfung über die verschärften Sicherheitsvorschriften zum Schutz vor Erdbeben und Tsunamis. Am 9. Oktober 2014 genehmigte die Japanische Atomaufsichtsbehörde die Wiederinbetriebnahme. Am 31. Oktober 2014 stimmten auch die lokale Versammlung und am 7. November 2014 der Gouverneur von Kagoshima der Wiederinbetriebnahme zu. Ein Gericht wies im April 2015 eine Klage gegen das Wiederanfahren der beiden Atomreaktoren in Sendai zurück.
Am 11. August 2015 wurde Block 1 planmäßig wieder in Betrieb genommen, am 1. November folgte Block 2.
In Folge der Nuklearkatastrophe von Fukushima im März 2011 sprachen sich anfangs viele Japaner gegen die Kernenergie aus. So wurde das Wiederanfahren des Kraftwerks Sendai im Jahr 2015 noch von Protesten begleitet. Erst seit März 2022 befürwortet die Mehrheit der Japaner wieder die Stromerzeugung in Kernkraftwerken.
Im März 2020 wurde Sendai-1, im Mai 2020 Sendai-2 heruntergefahren, da die Errichtung von Kontrollzentren zur Fernbedienung der Reaktoren nicht fristgerecht vollendet worden war. Am 11. November 2020 wurde Sendai-1 wieder angefahren. Sendai-2 wurde am 22. Dezember 2020 wieder angefahren.

## Daten der Reaktorblöcke
Das Kernkraftwerk Sendai hat zwei Blöcke (Quelle: IAEA, Stand: August 2022):
| Block | Reaktortyp | Modell     | Status     | Netto- leistung in MWe | Brutto- leistung in MWe | Therm. Leistung in MWt | Baubeginn  | Erste Kritikalität | Erste Netzsyn- chronisation | Kommer- zieller Betrieb | Abschal- tung | Einspeisung in TWh |
| ----- | ---------- | ---------- | ---------- | ---------------------- | ----------------------- | ---------------------- | ---------- | ------------------ | --------------------------- | ----------------------- | ------------- | ------------------ |
| 1     | PWR        | M (3-loop) | In Betrieb | 846                    | 890                     | 2660                   | 15.12.1979 | 25.08.1983         | 16.09.1983                  | 04.07.1984              | –             | 210,85             |
| 2     | PWR        | M (3-loop) | In Betrieb | 846                    | 890                     | 2660                   | 12.10.1981 | 18.03.1985         | 05.04.1985                  | 28.11.1985              | –             | 199,25             |